# ワッセルマン反応
ワッセルマン反応（ワッセルマンはんのう、英語: Wassermann reaction, WR）とは、梅毒トレポネーマによる感染を検出する手法（梅毒血清反応）のひとつ。抗原にカルジオリピン-レシチン抗原を用いる。梅毒以外の疾患でも陽性となる場合がある（偽陽性）。

## 症状と結果の対応
梅毒は第1期・第2期・第3期・第4期と症状が進行する。

## 偽陽性となる場合
マラリア、結核、妊娠などの場合にもワッセルマン反応が陽性となる場合がある。

## 梅毒感染の診断
梅毒血清反応だけでは偽陽性の問題があるため、梅毒トレポネーマの抗原を用いて病原体に対する抗体を測定する。トレポネーマ抗原検査をあわせて行い、診断がなされる。